# 3号科罗拉多州州道
3号科罗拉多州州道（英語：Colorado State Highway 3，SH-3）是美国科罗拉多州的一条南-北走向的州级公路，全长2.444英里（3.933），线路全部位于拉普拉塔縣境内杜兰戈以南，南北两端都接160号美国国道/550号美国国道（US-160/US-550）并线段，相当于一条在阿尼马斯河东侧与这条美国国道隔河相望的绕行复线。